# L'Express du colonel Von Ryan
Pour plus de détails, voir Fiche technique et Distribution.
L'Express du colonel Von Ryan (Von Ryan's Express) est un film américain de Mark Robson, sorti en 1965.
Le scénario permet de suivre la fuite de soldats britanniques commandé par un colonel américain de l'US Army Air Forces  d'un camp de prisonniers en Italie vers la Suisse pendant la Seconde Guerre mondiale. Le scénario est écrit à partir du roman éponyme de David Westheimer publié l'année précédente. Le film modifie plusieurs aspects du roman, notamment la fin, qui est plus optimiste dans le livre. Financièrement, il est devenu l'un des films les plus réussis de Frank Sinatra.

## Synopsis
En août 1943, l'avion du colonel Joseph Ryan des US Army Air Forces est abattu au-dessus de l'Italie. Prisonnier, il se retrouve dans un camp où il est l'officier du grade le plus élevé. Il informe ses compagnons de captivité, presque tous Britanniques et d'un même régiment (d'où quelques tensions avec leurs officiers) de l'imminence de la libération de l'Italie. Quand l'armistice est signé en septembre 1943, ils quittent le camp abandonné par sa garnison et essaient de gagner le littoral. Mais ils sont repris quelques heures plus tard par l'armée allemande et envoyés vers le nord en train. Entre Florence et Bologne, ils réussissent à prendre le contrôle du train, puis à l'emmener via Milan (où leur fuite est détectée) sur une ligne partant vers la Suisse par le col de la Maloja. À quelques dizaines de kilomètres de la frontière, leur train est attaqué par les Allemands lancés à leur poursuite en train et par air. Ils réussissent à bloquer le train qui les poursuit, mais quand le leur redémarre, le colonel Ryan ne parvient pas à y remonter et est abattu sur la voie.

## Fiche technique
- Titre original : Von Ryan's express

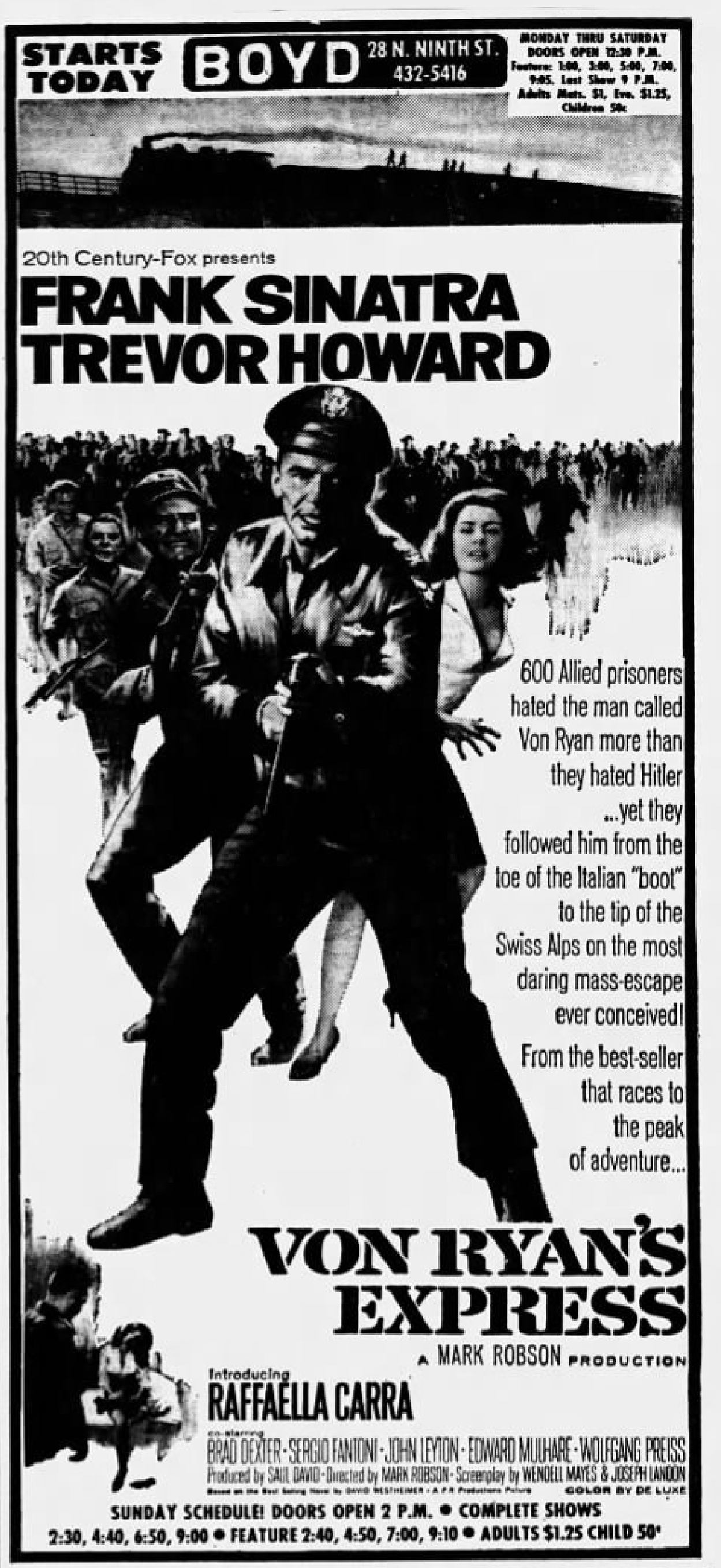
Affiche du film en 1965 au cinéma à Allentown en Pennsylvanie.

- Titre : L'Express du colonel Von Ryan
- Réalisation : Mark Robson
- Scénario : Wendell Mayes et Joseph Landon d'après le roman L'Express du colonel Von Ryan publié en 1964 par David Westheimer
- Musique : Jerry Goldsmith
- Directeur artistique : Hilyard Brown et Jack Martin Smith
- Décors : Raphaël Bretton et Walter M. Scott
- Costumes : Mickey Sherrard
- Photographie : William H. Daniels
- Son : Mono
- Montage : Dorothy Spencer
- Production : Saul David
- Société de production : P-R Productions Picture
- Société de distribution : 20th Century Fox
- Budget : 5 760 000 $
- Pays de production :  États-Unis
- Langue originale: Anglais, allemand et italien
- Formats : 2,35 : 1 | Couleur DeLuxe | 35 mm
- Genre : Film de guerre
- Durée : 117 minutes
- Dates de sortie :
  - États-Unis : 23 juin 1965
  - France : 25 août 1965
- Affiches : Raymond Elseviers (Belgique), Giuliano Nistri (Italie)

## Distribution
- Frank Sinatra (VF : Michel Roux) : le colonel Joseph L. Ryan
- Trevor Howard (VF : Pierre Gay) : le major Eric Fincham
- Raffaella Carrà (VF : Michèle Bardollet) : Gabriella
- Brad Dexter (VF : Claude Bertrand) : le sergent Bostick
- Sergio Fantoni (VF : Jean-Claude Michel) : le capitaine Oriani
- John Leyton : le lieutenant Orde
- Edward Mulhare (VF : Yves Furet) : le capitaine Costanzo
- Wolfgang Preiss (VF : André Valmy) : le Major Von Klemment
- James Brolin : le soldat Ames
- John Van Dreelen : le colonel Gortz
- Adolfo Celi : le Major Battaglia
- Vito Scotti : le conducteur de train italien
- Richard Bakalyan (VF : Serge Lhorca) : le caporal Giannini
- Michael Goodliffe (VF : Pierre Leproux) : le capitaine Stein
- Michael St. Clair (en) : le sergent Dunbar
- Ivan Triesault : l'Obergruppenfuhrer Wilhelm von Kleist
- Jacques Stany (non crédité) : un aide de Gortz

Acteurs pendant le tournage du film
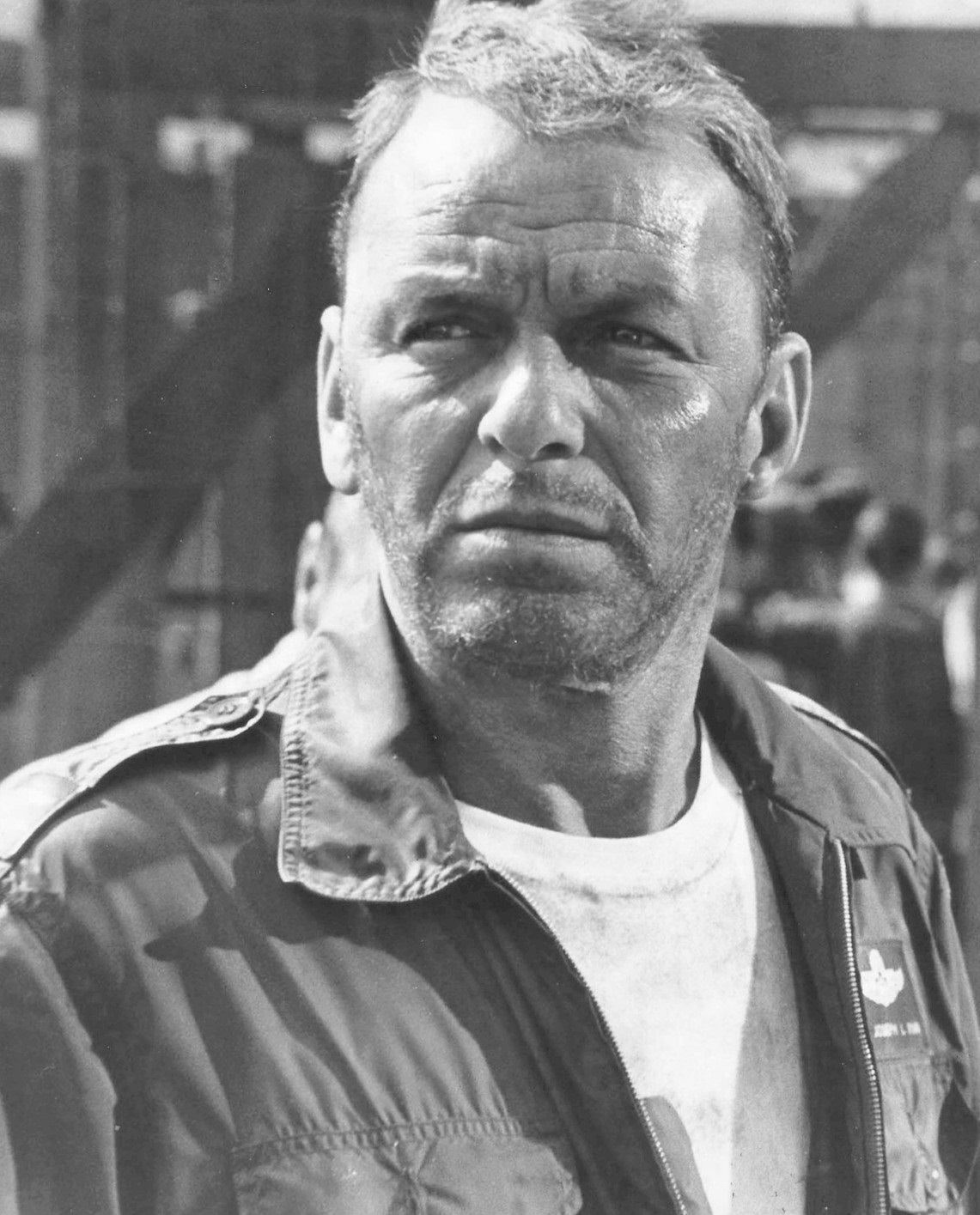
Frank Sinatra.
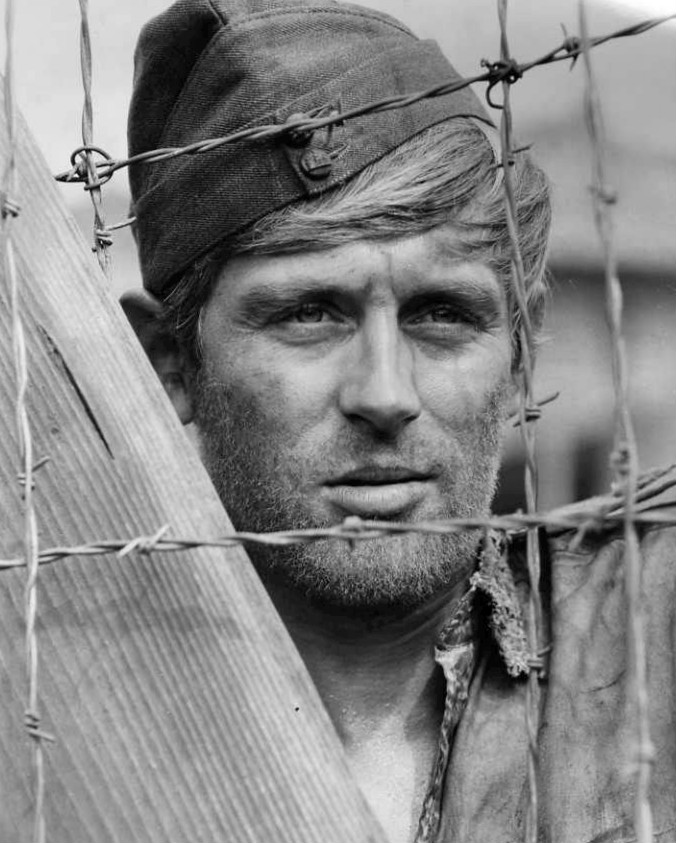
John Leyton.
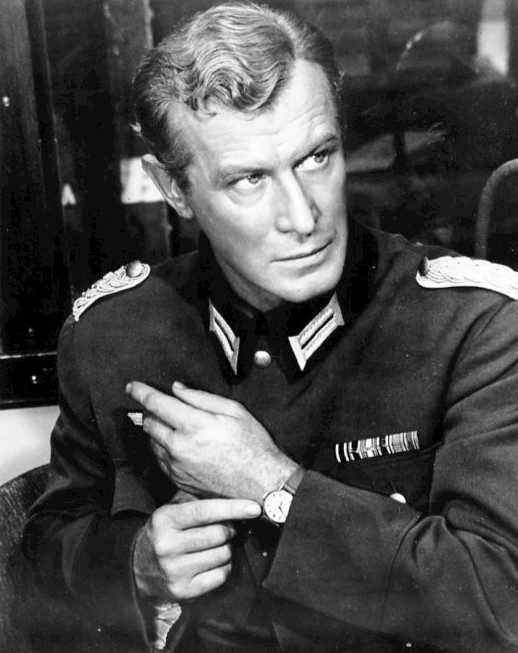
Edward Mulhare

## Production

### Roman éponyme
Le roman est publié en 1963. Le romancier David Westheimer a été prisonnier de guerre pendant la Seconde Guerre mondiale. Il est témoin du bombardement de Bolzano en 1943 depuis un wagon couvert. Martin Levin, révisant le livre pour le New York Times, déclare que le roman « a tout pour l'écran sauf les directions de la caméra ».

### Développement
Le roman est un best-seller et 20th Century Fox achète les droits du film pour un montant de 125 000 dollars. Le studio charge Saul David de produire et Mark Robson de réaliser. Mark Robson a l'intention de faire Les Centurions, mais le projet est retardé lorsque la star qu'il a choisie, Anthony Quinn, n'est pas disponible. Frank Sinatra a lu le roman et souhaite acheter lui-même les droits du film ; lorsqu'il apprend qu'ils ont perdus au profit de la Fox, il propose ses services pour le rôle principal.
Le film est un projet entrepris par la 20th Century Fox, qui est encore en difficulté financière après l'extravagance et la critique négative du film Cléopâtre. La Fox, dans le but de prouver qu'elle est encore capable de réaliser des films à très gros budget, décide de réaliser de nombreux tournages en Europe et fait construire un camp de prisonniers à grande échelle au lieu de tourner en arrière-plan. C'est le premier film du producteur Saul David pour la Fox, collaboration qu'il poursuivra avec Notre homme Flint et le Le Voyage fantastique en 1966, puis F comme Flint en 1967.

### Tournage

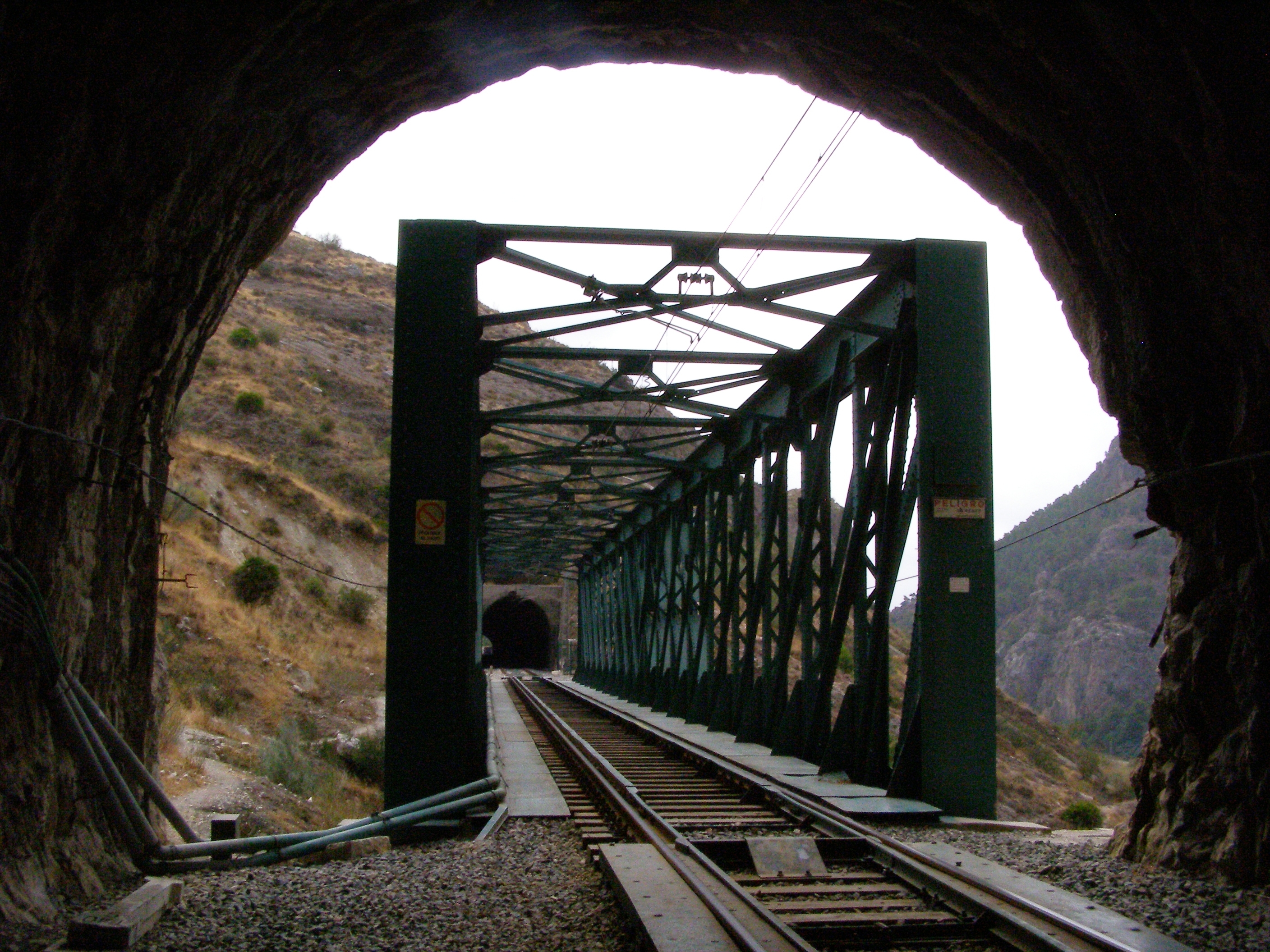
Pont ferroviaire et entrée du tunnel où se déroule la dernière scène du film.

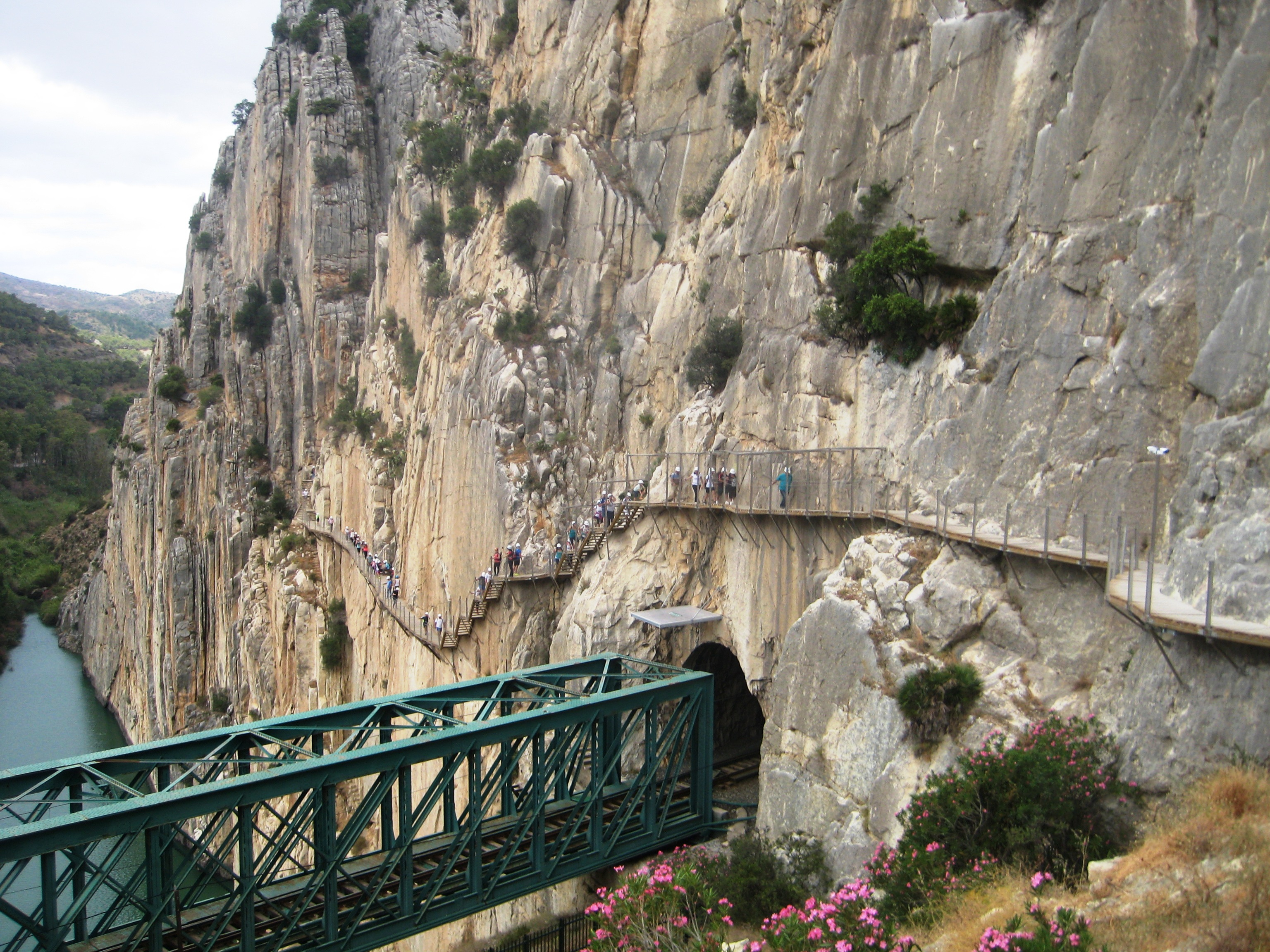
Pont ferroviaire où se déroulent les dernières minutes du film.

Les rumeurs d'un conflit de personnalité entre la star Frank Sinatra qui est transporté en hélicoptère jusqu'au tournage et le réalisateur Mark Robson n'ont pas amener des problèmes car le film est tourné sans problème. Cependant, Frank Sinatra insiste pour que la fin du film soit modifiée, mettant fin à toute chance de suite. Sinatra insiste également pour que le film soit tourné en Panavision plutôt qu'en CinemaScope.
La musique du film est écrite par Jerry Goldsmith.
Le film est plutôt réaliste car des avions, des trains et des véhicules à roues photographiés sur place ainsi que des modèles occasionnels sont utilisés. Les avions évoqués sous le nom de Messerschmitt sont en effet des Messerschmitt Bf 108 Taifun. Une grande partie du film est tournée dans le nord de l'Italie à Cortina d'Ampezzo et à la gare de Rome-Ostiense. La compagnie de chemin de fer italien Ferrovie dello Stato Italiane coopère étroitement avec la production, comme en témoigne le générique de fin du film, en fournissant un train complet dirigé par la classe FS 735.236 (en) spécialement optimisée. Le train que l'armée allemande réquisitionne pour poursuivre les prisonniers de guerre en fuite est conduit par une Franco-Crosti classe 743.
La séquence ferroviaire à la fin du film, cependant, est tournée sur la passerelle du Caminito del Rey dans la gorge calcaire d'El Chorro et dans le pont ferroviaire adjacent, près de Malaga en Andalousie (Espagne),. Ce déplacement du tournage par rapport à l'Italie est probablement effectué car le pont semble plus attrayant pour présenter le décor final que tout ce que l'on peut trouver sur le réseau ferroviaire italien. Le train présenté dans ces séquences est proposé par la RENFE et modifié pour ressembler au train italien. Les scènes en intérieur sont tournés dans les studios de la 20th Century Fox à Los Angeles. Le camp de prisonniers de guerre est également construit dans les studios.

## Réception

### Critique
Les critiques ont apprécié le film. Variety note : « Mark Robson a fait un usage réaliste du décor italien réel du roman de David Westheimer en revêtant son action d'une direction percutante et de performances nettement dessinées. » . Nancy, la fille de Frank Sinatra, noté dans la biographie de son père que sa performance a alimenté les spéculations sur une autre nomination aux Oscars. Le magazine londonien Time Out qualifie le film d'« aventure déchirante »  qui est « réalisée avec un panache amusé par Robson, et aidée sans fin par une belle distribution... », tandis que le magazine de programmes télé, cinéma et radio de la BBC, Radio Times le décrit comme « une aventure d'évasion extrêmement excitante sur la Seconde Guerre mondiale, avec un Frank Sinatra bien interprété... ».

### Box office
Le film rapporte 17 111 111 dollars (soit l'équivalent de 165 437 521 de dollars en 2023) au box-office nord-américain. Variety classe L'Express du colonel Von Ryan comme le dixième film le plus rentable de 1965. De plus, il s'agit du film le plus rentable et le plus lucratif de Frank Sinatra pendant la décennie.
Selon les estimations de la Fox, le film devait gagner 12 600 000 dollars pour atteindre le seuil de rentabilité, ce qui signifie que le film réalise un bénéfice.

### Récompenses
Le film est nommé pour l'Oscar du meilleur mixage de son (Walter Rossi (en)) en 1966, tandis que la Motion Picture Sound Editors nomme également le film pour le meilleur mixage de son dans un long métrage.
La chaîne britannique Channel 4 classe L'Express du colonel Von Ryan au 89e rang de sa liste des 100 plus grands films de guerre, commentant : « Une histoire déchirante culminant dans une course folle en train à travers l'Italie, avec le réalisateur Mark Robson faisant monter la tension et la relâchant avec une excellente action. »,.